# Kulturpunkt
Kulturpunkt.hr je mrežni portal i središnji projekt udruge Kurziv. Glavna urednica portala je Ivana Pejić, a zamjenica glavne urednice je Hana Sirovica.

## Povijest
Kulturpunkt.hr pokrenut je 2005. godine kao portal za izvještavanje o nezavisnoj kulturnoj sceni. Vodi ga udruga Kurziv, no osnovao ga je 2005. Savez udruga Klubtura kao medij koji bi pratio i predstavljao djelovanje nezavisne kulturne scene i građanskih inicijativa civilnog društva u Hrvatskoj te analizirao hrvatsku kulturnu svakodnevnicu. Do osnivanja udruge Kurziv, nakladnika portala, dolazi kasnije. Mrežni portal Kulturpunkt.hr je u 2019. godini imao oko 15 000 posjeta mjesečno.

## Udruga Kurziv
Udruga KURZIV – Platforma za pitanja kulture, medija i društva osnovana je radi preuzimanja neprofitnog medija - mrežnog portala Kulturpunkt.hr. Odlukom Skupštine Saveza udruga Klubtura odlučeno je da Savez zajednički s uredničkim timom pokrene novu organizaciju tj. udrugu. KURZIV – Platforma za pitanja kulture, medija i društva osnovana je 18. lipnja 2009. godine. Od tada udruga Kurziv i dalje razvija portal Kulturpunkt.hr.

## Projekti
Neki od projekata kojih je dio i portal kulturpunkt.hr su: Abeceda nezavisne kulture (eng. ABC of Independent Culture), Kulturpunktova novinarska školica - Svijet umjetnosti te Kritika – jučer, danas, sutra. Abeceda nezavisne kulture projekt je bilježenja razvoja nezavisne kulturne scene u Hrvatskoj na portalu kulturpunkt.hr, otvorenim razgovorima i u Centru za dokumentiranje nezavisne kulture. Kulturpunktova novinarska školica – Svijet umjetnosti je besplatni jednosemestralni edukacijski program za mlade koji žele usvojiti temeljna znanja i vještine u poljima medijske produkcije, suvremenih umjetničkih praksi i nezavisne kulturne scene.

## Vanjske poveznice
- Mrežni portal kulturpunkt.hr